# Synagoga w Książu Wielkopolskim
Synagoga w Książu Wielkopolskim – zbudowana w XIX wieku przy ulicy Wolności. Podczas II wojny światowej hitlerowcy zdewastowali synagogę. Po wojnie budynek synagogi przebudowano na potrzeby remizy strażackiej.